# 水野次郎
水野 次郎（みずの じろう、1957年 - ）は、日本の編集者、教育者。

## 経歴
愛知県で生まれる。慶應義塾大学文学部卒業後、福武書店（後のベネッセコーポレーション）に入社して、10年間にわたり幼児雑誌『こどもちゃれんじ』の初代編集長を務め、「「しまじろう」の生みの親」として知られるようになる。ベネッセでは、幼児通信教育部長、大阪支社長などを歴任した。
2003年にベネッセを退社して、伊東市でプチホテル経営に転じた。
2007年、第11回伊豆文学賞に応募した「海師（うみし）の子」が優秀賞に入賞した。
2008年、千葉県教育委員会が行なった県立高校の民間人校長採用選考に応募し、全国から27人の応募があった中からただひとり採用された。水野は教頭職などを経て、2009年4月1日付で千葉県立柏井高等学校校長となったが、これは千葉県としては2例目の民間人校長であり、また、当時最年少での校長就任であった。
2012年、小説『ツバサの自由研究〜磯笛の絆〜』を出版した。
2013年4月、松戸市立旭町中学校校長へ異動した。
2015年4月、千葉県立松戸国際高等学校校長へ異動し、2018年まで務めた。
2021年から2023年まで、開星中学校・高等学校（島根県松江市）の校長を務めた。
2023年4月から、明星中学校・高等学校 (東京都府中市）の副校長を務める。